# Zabaglione

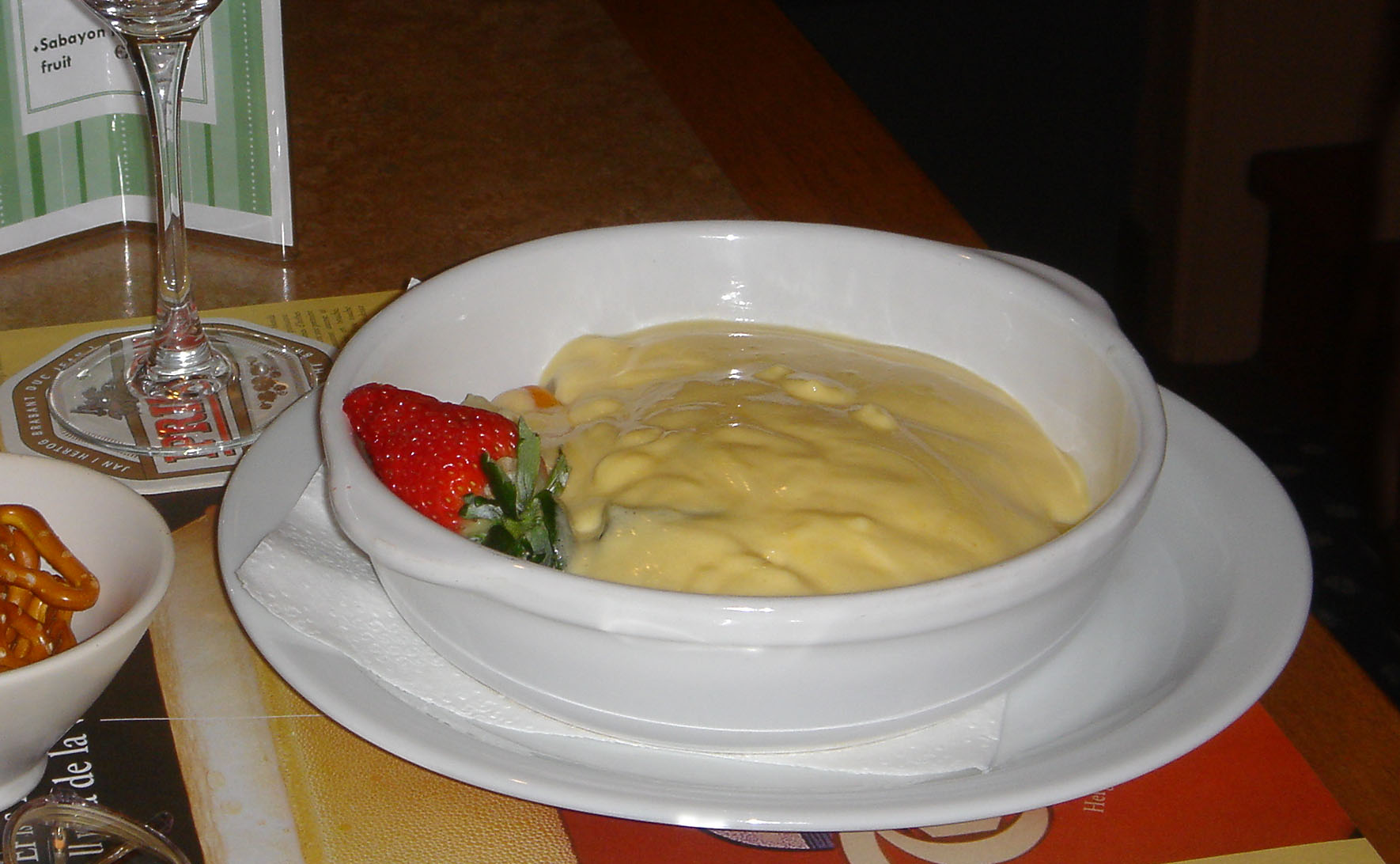
Sabayon met vers fruit

Zabaglione (Italiaans zabaglione, zabaione, zabajone, ook bekend onder de Franse naam sabayon) is een van oorsprong middeleeuws Italiaans nagerecht op basis van geklopte eierdooiers, suiker en een alcoholische drank, meestal marsalawijn. De ingrediënten worden au bain-marie stijfgeklopt.
Waarschijnlijk is zabaglione oorspronkelijk een drank geweest, te vergelijken met het Nederlandse kandeel en het Amerikaanse egg nog.
Advocaat · Coquito · Eggnog · Kandeel · Kogel mogel · Ponche Crema · Tokkelroom · Zabaglione